# Filip Flisar
Filip Flisar, slovenski smučar prostega sloga v disciplini smučarski kros, * 28. september 1987, Maribor.

## Kariera
Flisar je svojo športno pot začel kot alpski smučar in kot mladinec tekmoval v smuku in superveleslalomu. Nastopil je na nekaj tekmah evropskega pokala in dveh mladinskih svetovnih prvenstvih a večjih uspehov ni imel. Zato se je raje preusmeril v Smučanje prostega sloga. Prvič je na tekmi za svetovni pokal v smučanju prostega sloga nastopil v sezoni 2007/08 in sicer v disciplini smučarski kros, a je ostal brez točk. V sezoni 2008/09 je nastopil tudi na svoji prvi in zadnji tekmi za svetovni pokal v snežnem žlebu.
Flisar je za Slovenijo nastopil na Zimskih olimpijskih igrah 2010 v Vancouvru, kjer je osvojil 8. mesto v krosu. Nastopil je tudi na svetovnem prvenstvu v smučanju prostega sloga 2011 v ameriškem Deer Valley-u, kjer je v smučarskem krosu osvojil 11. mesto. Na zelo odmevnih zimskih Igrah X v Aspnu 2012 je zasedel drugo mesto.
V sezoni 2011/12 se je začel njegov vzpon. V smučarskem krosu je v Alpe d'Huez dosegel prvo zmago za svetovni pokal v smučarskem krosu, kasneje pa še dve v tej sezoni. V tej sezoni je prvič osvojil mali kristalni globus v smučarskem krosu, v skupni razvrstitvi svetovnega pokala v Smučanju prostega sloga pa peto mesto.
V sezoni 2012/13 je v ameriškem Telluride dosegel svojo četrto zmago v karieri. Po številu zmag za svetovni pokal v moškem smučarskem krosu tako zaseda sedmo mesto na lestvici zmagovalcev.
Na Zimskih olimpijskih igrah 2014 v Sočiju je osvojil šesto mesto v krosu. 
Na svetovnem prvenstvu FIS V Kreischbergu v Avstriji je 25. januarja 2015 v osupljivem zaključnem delu odločilne vožnje osvojil zlato medaljo. To je za Flisarja in Slovenijo prva medalja s svetovnega prvenstva v smučanju v prostem slogu. Ob zmagovalcu Flisarju je srebrno medaljo osvojil Jean-Frédéric Chapuis, dotedanji svetovni prvak in olimpijski prvak iz Sočija, bronasto pa Victor Öhling Norberg.

## Svetovni pokal

### Seštevek
| Sezona  | Skupno | Kros | Žleb |
| ------- | ------ | ---- | ---- |
| 2008-09 | 167.   | 50.  | 45.  |
| 2009-10 | 107.   | 37.  | -    |
| 2010-11 | 45.    | 13.  | -    |
| 2011-12 | 5.     | 1    | -    |
| 2012-13 | 24.    | 6.   | -    |
| 2013-14 | 201.   | 45.  | -    |
| 2014-15 | 59.    | 19.  | -    |
| 2015-16 | 25.    | 5.   | -    |

### Zmage (7)
| Št. | Sezona  | Datum        | Kraj           | Disciplina     |
| --- | ------- | ------------ | -------------- | -------------- |
| 1.  | 2011-12 | 11. jan 2012 | Alpe d'Huez    | smučarski kros |
| 2.  | 2011-12 | 26. feb 2012 | Bischofswiesen | smučarski kros |
| 3.  | 2011-12 | 10. mar 2012 | Grindelwald    | smučarski kros |
| 4.  | 2012-13 | 13. dec 2012 | Telluride      | smučarski kros |
| 5.  | 2015-16 | 13. feb 2016 | Idre Fjall     | smučarski kros |
| 6.  | 2016-17 | 21. dec 2016 | Innichen       | smučarski kros |
| 7.  | 2016-17 | 22. dec 2016 | Innichen       | smučarski kros |

## Zasebno življenje
Velja za človeka, obsedenega z adrenalinom, saj uživa v ekstremnih športih. V prostem času se ukvarja z rolkanjem in gorskokolesarskim spustom (Downhill mountain biking). Znan pa je tudi po svojih brkih ter humorju.